# Faustino Allende
Faustino Allende (Córdoba, Argentina, 1786 - octubre de 1865) fue un militar argentino que participó en las guerras civiles argentinas, generalmente en el bando del partido unitario.

## El federalismo cordobés
Era hijo del sargento mayor Pedro Lucas de Allende, y hermano del padre Saturnino Allende y del doctor Tomás Allende. Realizó sus estudios en el Colegio de Monserrat.
Estaba radicado en Buenos Aires, como comerciante, cuando se produjeron las invasiones inglesas; participó en la Reconquista y se incorporó al regimiento de Patricios combatiendo en la Defensa de Buenos Aires en 1807.
En 1810 estaba en La Paz cuando le llegó la noticia de la Revolución de Mayo. Regresó rápidamente hacia el sur, y ayudó a los patriotas a oponerse a los intentos conservadores del gobernador Nicolás Severo de Isasmendi. Regresó a Córdoba, donde formó parte de la guarnición militar de la capital provincial, con el grado de mayor.
Fue uno de los líderes del movimiento autonomista de Córdoba desde época muy temprana, ya desde 1812; durante la época del Segundo Triunvirato, fue comandante de la región norte de la provincia. A fines de esa década quedó subordinado al coronel Francisco Bedoya, pero no participó en las guerras civiles contra los federales de su provincia.
En 1820 acompañó a su primo, el coronel José María Paz, en una mal organizada revuelta contra el gobernador Juan Bautista Bustos. Derrotados, se exiliaron por unos meses en Santiago del Estero. Cuando Paz pasó a Salta, Allende volvió a su provincia, donde el gobernador Bustos lo nombró jefe de la división militar de la zona noroeste de la provincia y lo ascendió a coronel.

## La Liga del Interior
En 1829 apoyó decididamente la invasión unitaria de Paz, y luchó en la batalla de San Roque contra Bustos. Fue nombrado comandante de la frontera noroeste de la provincia. Poco tiempo después se produjo la invasión del ejército federal de Facundo Quiroga, que se movió rápidamente e invadió su provincia por la Serrezuela; fue vencido en un pequeño combate en ese lugar. Logró esquivar el avance de Quiroga y se mantuvo como jefe de vanguardia: envió a Paz informes constantes sobre la posición y dirección del ejército federal. Pero, aunque le informó correctamente del lugar en que este estaba, no acertó sobre la dirección que seguía. Por ello hizo equivocar a Paz sobre el camino que este pretendía seguir el caudillo, que así pudo tomar Córdoba. Se reincorporó al ejército de Paz y luchó en victoria unitaria de La Tablada.
Fue uno de los jefes más decididos en la campaña de "pacificación" de las sierras de Córdoba después de la batalla, pero por su origen local evitó los excesos de crueldad en la represión, en que sí se destacaron otros oficiales. De regreso, fue gobernador delegado de la provincia por dos meses. Participó en la organización de la llamada Liga del Interior.
También luchó a órdenes de Paz en la batalla de Oncativo. Tras la captura del general Paz, combatió en La Ciudadela a órdenes del general Lamadrid. Tras la derrota, se refugió en Sucre, Bolivia.

## De la Coalición del Norte al Ejército Grande
Regresó a Tucumán hacia 1839. Al año siguiente se dirigió con Lamadrid a Córdoba y participó en la revolución que derrocó al gobernador Manuel López, con lo que la provincia se unió a la Coalición del Norte.
Tras la derrota del ejército de Juan Lavalle en la batalla de Quebracho Herrado, se unió al mismo en sus desventuras por La Rioja. Combatió en la derrota unitaria de Famaillá, y se exilió nuevamente en Bolivia. De allí pasó a Chile, donde permaneció refugiado varios años.
A mediados de la década del 40 pasó a Montevideo, donde colaboró con la defensa de la ciudad contra el sitio de Manuel Oribe.
Se unió al Ejército Grande de Urquiza en su campaña contra Juan Manuel de Rosas, pero no luchó en la batalla de Caseros. Es posible que haya quedado en Santa Fe, en espera de una oportunidad de regresar a Córdoba. Esta llegó a la caída de López, en abril de 1852.
Permaneció en Córdoba, ayudando en lo que pudo al partido federal urquicista, dirigido por Alejo del Carmen Guzmán. En 1861, cuando ocupó la provincia como parte de los preparativos para la Cepeda, el presidente Santiago Derqui lo reconoció en su grado de coronel retirado.
Falleció en Córdoba en 1865.